# ترگو کربونشت
شهر ترگو کربونشت (به رومانیایی: Târgu Cărbuneşti) در شهرستان گورژ در کشور رومانی واقع شده‌است. جمعیت این شهر ۹٬۳۳۸ نفر  است.